# SQX
 (septembre 2024).
Si vous disposez d'ouvrages ou d'articles de référence ou si vous connaissez des sites web de qualité traitant du thème abordé ici, merci de compléter l'article en donnant les références utiles à sa vérifiabilité et en les liant à la section « Notes et références ».
Le SQX est un format de compression de données et d'archivage de fichiers ouvert et libre. Il peut être utilisé dans une application sans coût (pas de licence ou de royalties). La page du projet met à disposition un SDK, avec le code source et les DLLs précompilées qui sont elles aussi libres de toute restriction de licence ou de coût.
Le format a été développé par Speedproject pour Squeez et il est aussi supporté par TUGZip.

## Les principaux avantages du format SQX sont
- Le compresseur principal est une variante de LZH qui supporte les dictionnaires LZ de 32K a 4096K
- Un mode de compression "Ultra" avec un dictionnaire jusqu'à 32768K
- Plusieurs extensions du compresseur supportent les données multimédia
- Compresseur audio (WAV) rapide
- Etape de compression spécialle pour les exécutables IA32 (Intel x86)
- Support des archives solides ou non solides
- Chiffrement 128/256 bits AES (Rijndael) puissant pour les données
- Chiffrement indépendant pour les répertoires de l'archive
- Enregistrements de récupération internes et externes pour les données
- Support complet des systèmes de fichiers 64 bits (la taille des archives et de leur contenu est limité uniquement par le Système d'exploitation
- Support des archives signées numériquement (enveloppe jusqu'à 512 bits, chiffrée avec 2 * 1024 bits)
- Modules SFX (auto-extraction) pour DOS (PMode 32 bits), Win32 et x64. Tous les modules SFX supportent les archives multi-volumes
- Commentaires sur les fichiers et l'archive